# 유경기 (양성희후)
유경기(劉慶忌, ? ~ 기원전 26년?)는 전한 말기의 황족이자 관료로, 자는 영군(寧君)이다. 종정 유덕의 손자이며, 학자 유향의 조카이다.

## 생애
초원 원년(기원전 48년), 아버지 유안민의 뒤를 이어 양성후(陽城侯)에 봉해졌다. 종정·태상을 역임하였다.
시호를 희(釐)라 하였고, 아들 유잠이 작위를 이었다. 《한서》 은택후표에서는 양성희후 21년(기원전 28년)에 죽었다고 하는데, 이러할 경우 백관공경표에서 하평 3년(기원전 26년)에 유경기가 병으로 면직되고 왕함이 후임 태상이 되었다고 하는 기록과 상충된다.

## 출전
- 반고, 《한서》
  - 권18 외척은택후표
  - 권19하 백관공경표 下
  - 권36 초원왕전

| 전임 유림 | 전한의 종정 기원전 33년 ~ 기원전 31년 | 후임 유통 |

| 전임 구독 | 전한의 태상 기원전 31년 ~ 기원전 26년 | 후임 왕함 |

| 선대 아버지 양성절후 유안민 | 전한의 양성후 기원전 48년 ~ 기원전 26년? | 후대 아들 유잠 |